# Ophiomisidium mirabile
Ophiomisidium mirabile is een slangster uit de familie Ophiuridae.
De wetenschappelijke naam van de soort werd in 1977 gepubliceerd door I.C. Smirnov.